# Hjalmar Hammarling

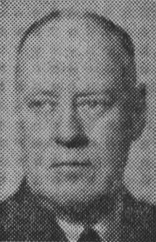
Hjalmar Hammarling

Karl Hjalmar Johannes Hammarling, född 23 september 1885 i Örby socken, död 23 augusti 1963 i Stockholm, var en svensk arkitekt.
Hammarling utbildade sig vid Tekniska elementarskolan i Borås 1901-1903, Chalmers tekniska läroanstalt (numera Chalmers tekniska högskola) i Göteborg  1903-1906, och  Kungliga Akademien för de fria konsterna i Stockholm 1906-1909. Därefter gick han ihop med arkitekt Theodor Kellgren och bildade arkitektfirman Kellgren & Hammarling i Stockholm. Samarbetet varade till 1918 och samma år startade Hammarling egen arkitektverksamhet. Från 1918 var han även arkitekt för Svenska fattigvårds- och barnavårdsförbundet. 
Till Hammarlings produktion hör sammanlagt cirka 300−400 uppdrag som ålderdomshem, barnhem, sjukhusbyggnader, skolor och uppfostringsanstalter. Han ritade en lång rad ålderdomshem, i bland annat i Boo, Stockholms län, 1924; i Österhaninge, Stockholms län, 1924; Film, Uppland 1926; Åsele, Lappland 1927; Gärdserum, Småland, 1931; Eskilstuna (Balsta) 1917 (tillsammans med Theodor Kellgren); Skövde 1924 och i Lidköping 1926. I Huddinge kommun ritade han kapellet för Tomtberga kyrkogård som invigdes 1923. Bland flerbostadshus kan nämnas hörnet Norr Mälarstrand 70/ Chapmansgatan i Stockholm som han ritade 1932.

## Bilder, verk (urval)

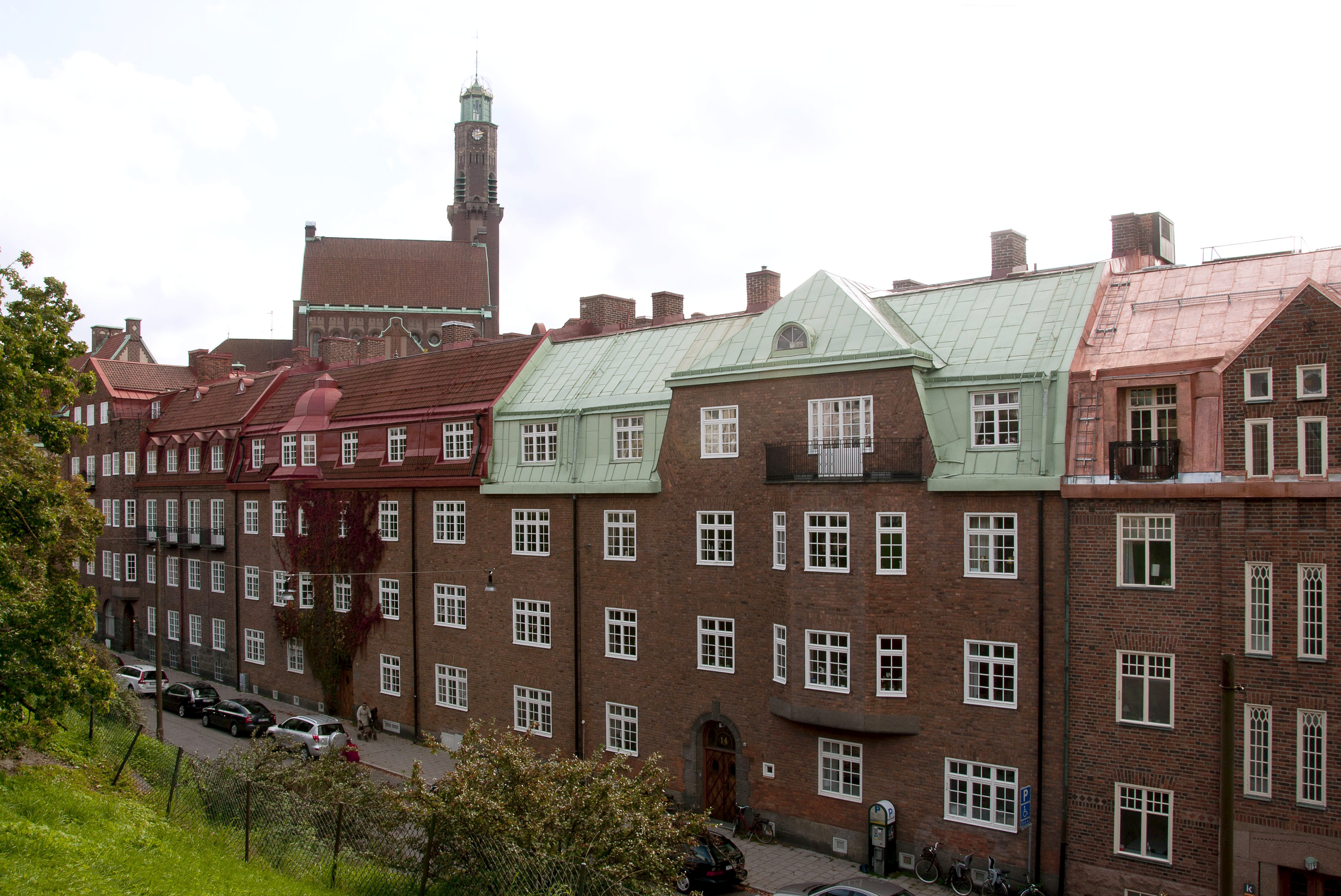
Östermalmsgatan 14 & 16, Stockholm (tillsammans med Theodor Kellgren).
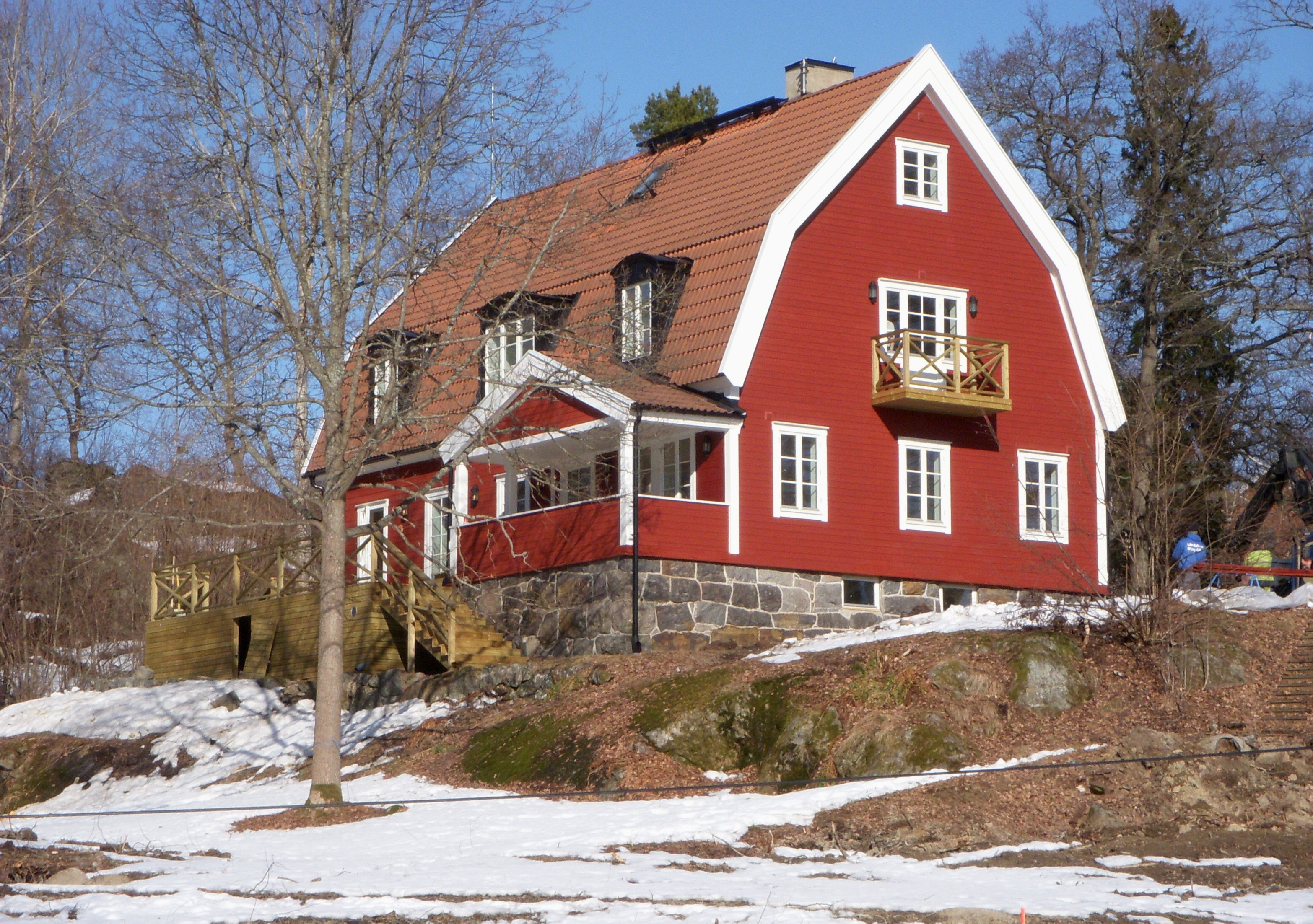
Rödkinda barnhem (tillsammans med Theodor Kellgren).
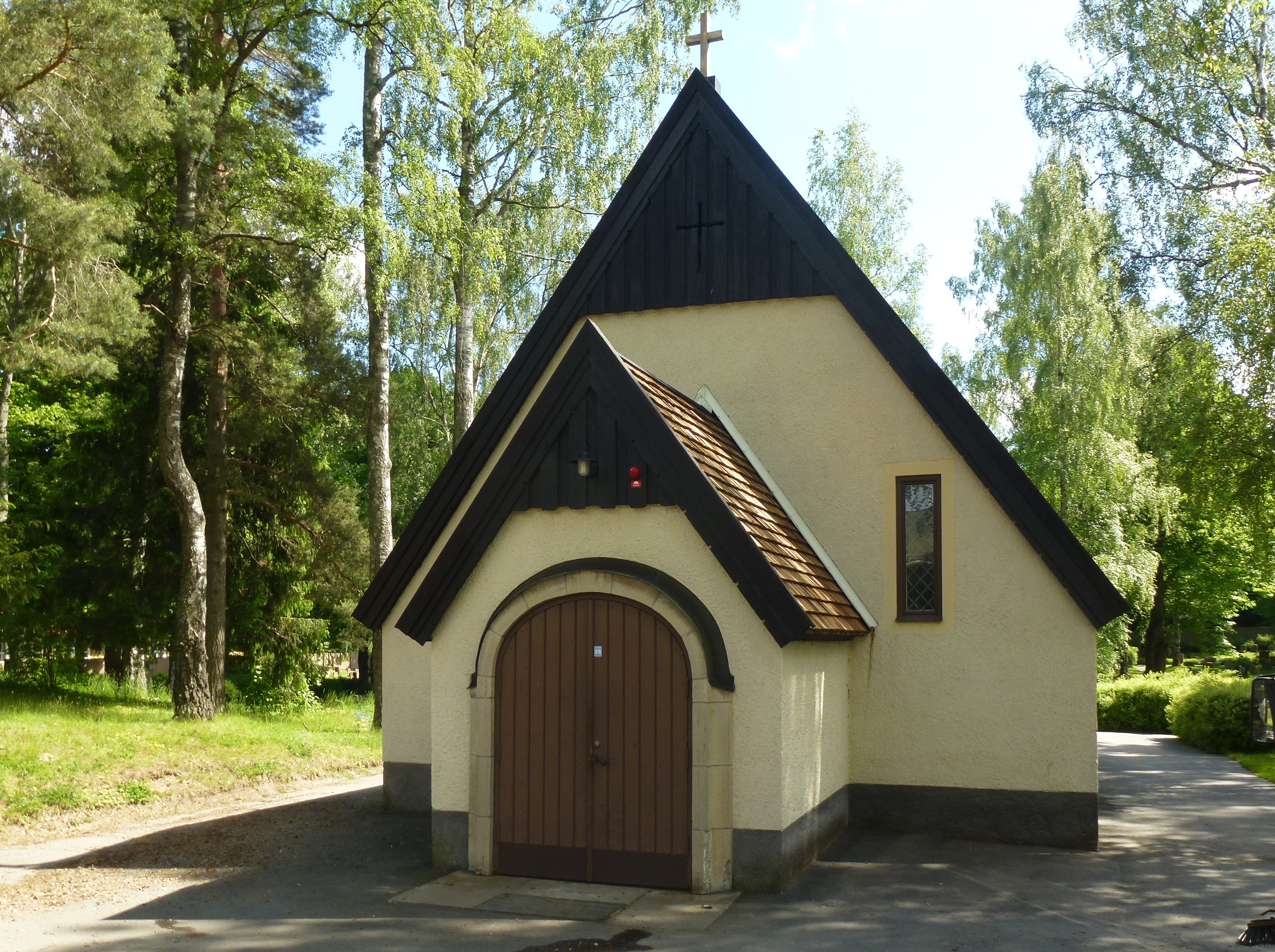
Kapellet på Tomtberga kyrkogård.
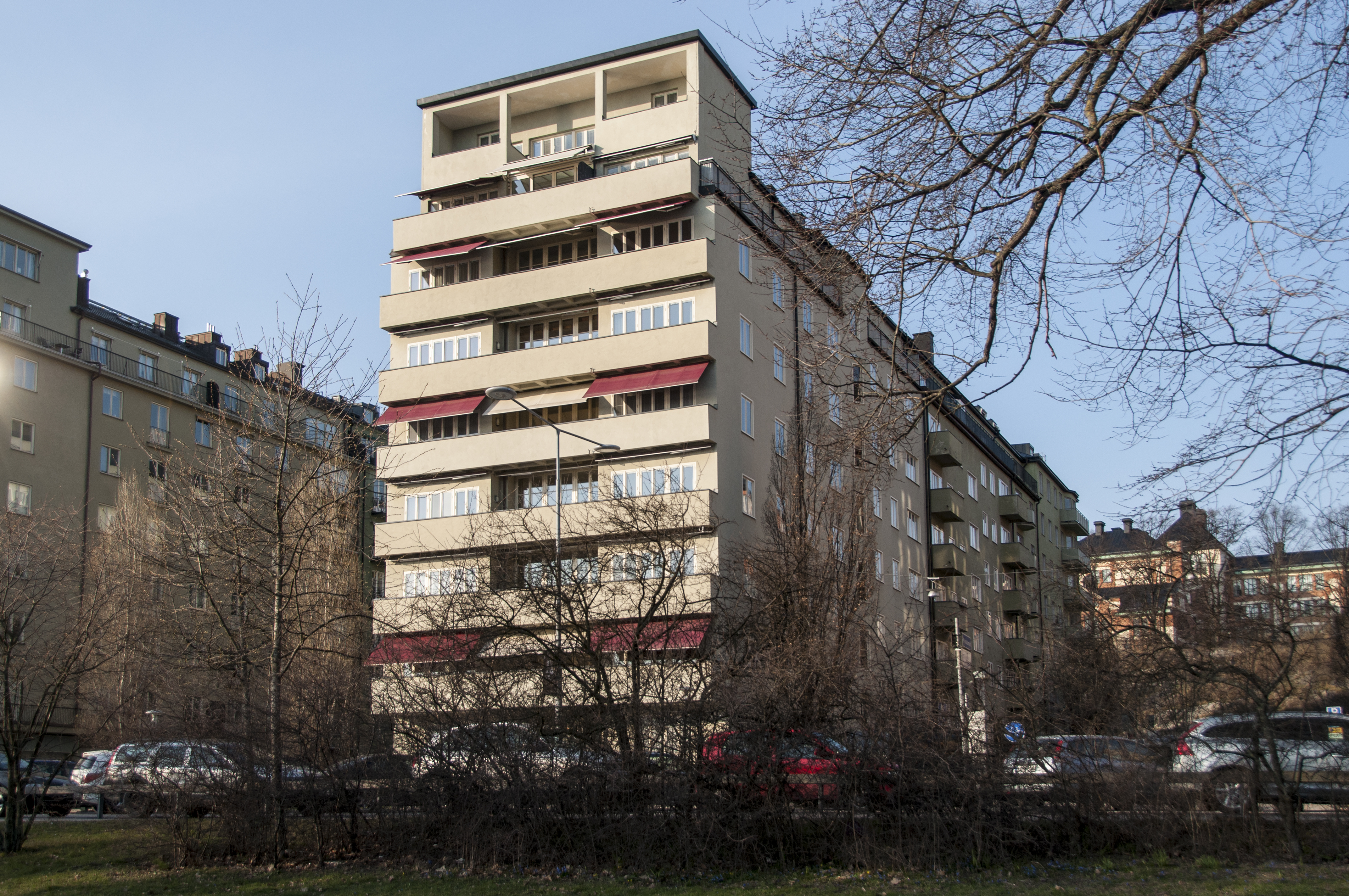
Norr Mälarstrand 70